# سیارک ۹۳۳۳
سیارک ۹۳۳۳ (به انگلیسی: 9333 Hiraimasa، نامگذاری:1990TK3) نه هزار و سیصد و سی و سومین سیارک کشف شده‌است که در ۱۵ اکتبر ۱۹۹۰ کشف شد.
قدر مطلق سیارک برابر ۳۵.۴ است.